# Египатски мунгос
Египатски мунгос (лат. Herpestes ichneumon) познат као и ихневмон или фараонов пацов је врста сисара из реда звери и породице мунгоси (Herpestidae) пореклом из тропских и суптропских травњака, савана и жбуња у Африци и око Медитерана у северној Африци, на Блиском истоку и на Иберијском полуострву. Постоји сумња да ли је уведен као интродукована врста или је заиста пореклом са Иберијског полуострва. Због своје широке распострањености, налази се на црвеном списку IUCN-a као најмање угрожена врста.

## Опис
Египатски мунгос има дуго, грубо крзно које може бити сиво до црвенкасто смеђе боје, са смеђим и жутим мрљама. Има издужену и оштру силуету, са уједначеним сивкасто-смеђим крзном и црним длакама са кремастим врхом, које су дугачке, величине између 6 и 8 центиметара, испод којих се налази густа и мекана длака.
Његова њушка је шиљаста, а уши су му мале, широке и заобљене. Тело му је витко. Дужина тела (без репа) женки је 50–58 центиметара, мужјака 55–61 центиметара, дужина репа женки 43,5–56,3 цм, мужјака 44,7–61 цм, дужина ушију код женки 3–4,2 цм, код мужјака 2,5–3,8 цм, дужина стопала женки 8,9–11,4 цм, мужјака 9,5–11,5 цм; телесна тежина женки 2,2–4,1 килограма, мужјака 2,6–4,1 килограма Задње ноге и подручје око очију су без крзна. Ноге су тамне и кратке, са пет прстију на свакој нози и оштрим закривљеним канџама које користе за копање.
Ова врста има 35–40 зуба, а карнасијали су високо развијени и користе се за стругање меса. Његова зубна формула је следећа:I {\displaystyle {\tfrac {3}{3}}} C {\displaystyle {\tfrac {1}{1}}} P {\displaystyle {\tfrac {4}{4}}} M {\displaystyle {\tfrac {2}{2}}} = 40 зуба
Посебност ове врсте је да има хоризонталну зеницу, што је нешто изузетно међу месождерима. Такође има велику аналну врећицу, са два жлездаста отвора.
Полни диморфизам код египатских мунгоса примећени су у Португалу, где су неке женке мање од мужјака. Женке имају 44 хромозома, док мужјаци имају 43, јер се један Y хромозом транслоцира на аутозом.

## Распрострањеност и станиште
Живи у мочварним стаништима у близини потока, река, језера и у приобалним подручјима избегавајући влажне шуме и екстремне пустиње. Насељава простор где се налазе макије на Иберијском полуострву, преферира подручја близу река са густом вегетацијом.
Забележен је у Португалу од севера реке Дуеро на југу, а у Шпанији од централне висоравни, Андалузије до Гибралтарског мореуза.
У северној Африци је забележено његово присуство дуж обале од Западне Сахаре до Туниса и од северног Египта преко Синајског полуострва. У Египту је 1993. године примећена једна јединка у оази Фајум.Исте године, њени трагови су забележени у пешчаним динама близу обале у близини Сиди Баранија.  Један мунгос је примећен на острву у језеру Бурулус у делти реке Нила током еколошког истраживања током касних 1990-их. На палестинској територији забележена је присуство ове врсте у Појасу Газе и у провинцији Јерихон на Западној обали током истраживања спроведених између 2012. и 2016. године. У западној Сирији је примећена у провинцији Латакија између 1989. и 1995. године; препарирани примерци ове врсте су се нудили у локалним продавницама. У јужној Турској забележен је у провинцијама Хатај и Адана.
У Судану је присутан у близини људских насеља дуж реке Рахад и у Националном парку Диндер. Такође је забележен у комплексу заштићеног подручја Диндер–Алиташ током истраживања између 2015. и 2018. године. У Етиопији, египатски мунгос је забележен на надмороској висини између 2.000–3.000 метара у Етиопској висоравни.
2000. године примећен је у Сенегалу у Националном парку Ниоколо-Коба, који углавном обухвата отворено станиште у коме доминирају траве. У гвинејском Националном парку Горњи Нигер, појава египатског мунгоса је први пут документована током истраживања у пролеће 1997. године. Анкетари су пронашли мртве јединке на пијацама где се продаје месо афричких дивљих животиња у селима која се налазе у близини парка.
У националном парку Мукалаба-Дуду у Габону, забележен је присуство египатског мунгоса само у стаништима савана. У Републици Конго, више пута је примећен у шумској савани Западног Конга Националног парка Оџала-Кокоуа током истраживања 2007. године.
Током 1990-их година египатски мунгос се сматрао уобичајеном врстом у танзанијском националном парку Мкомази.

### Присуство на Иберијском полуострву
Сматрало се да је дистрибуција египатског мунгоса на Иберијском полуострву била последица древне интродукција, јер ова врста није присутна у европским фосилним записима. Вероватно су га донели Феничани, са намером да елиминишу мишеве и гмизавце из својих домова, али су само пронађени докази да су га у Шпанију донели Римљани (пронађен је скелет мунгоса у гробници у Мериди заједно са другим жртвованим домаћим животињама и на још два места у Португалу).
Међутим, филогеографске студије спроведене у другој деценији 21. века откриле су да популације иберијских мунгоса представљају високу генетску диференцијацију у односу на мунгосе са афричког тла, што указује да је ова врста стигла на полуострво преласком Гибралтарског мореуза током флуктуације нивоа мора које се десило на крају плеистоцена, што би искључило опцију да су ову врсту на Иберијско полуострво донели људи.
Предложено је неколико хипотеза да се објасни појава египатског мунгоса на Иберијском полуострву:
- Традиционално се сматрало да је уведен након муслиманске инвазије у 8. веку.[33]
- Кости египатског мунгоса ископане у Шпанији и Португалу биле су радиокарбонске датоване у први век нове ере. Научници су стога предложили могућност интродукционог увођења током римске Хиспаније као употребу за елиминацију пацова и мишева.[34]
- Други аутори су предложили природну колонизацију Иберијског полуострва током плеистоцена преко копненог моста када је ниво мора био низак између глацијалног и интерграцијалног периода. Сматра се да је ова популација мунгосаостала изолована од њене популације у Африци након последњег леденог доба.[35]

## Понашање и екологија
Египатски мунгос је диурнална тј. дневна животиња. У Националном парку Доњана у Шпанији примећени су појединачни египатски мунгоси, парови и групе до пет јединки. Одрасли мужјаци су показивали територијално понашање и делили су свој дом са једном или више женки. Распон територија одраслих женки се у извесној мери преклапа, осим у кључним областима где одгајају своје потомство.
Његова исхрана је разноврсна. Лови глодаре, рибе, птице, гмизавце, водоземце и инсекте. Такође се храни воћем и јајима. Да би разбио јаја, баца их између ногу о стену или зид. У националном парку Доњана током 1985. године телемертриски је праћено 30 египатских мунгоса и прикупљени су њихови измети. Ови узорци измета су садржали остатке европског зеца (лат. Oryctolagus cuniculus), пешчаног гуштера (лат. Psammodromus), иберијске лопатоноге жабе (лат. Pelobates cultripes), велика белозуба ровчица (лат. Crocidura russula), тропрсти халцид (лат. Chalcides chalcides), чапља говедарица (лат. Bubulcus ibis), месо дивље свиње (лат. Sus scrofa), алжирски миш (лат. Mus spretus) и пацова (лат. Rattus). Истраживања у југоисточној Нигерији су открила да се такође храни џиновским врећастим пацовима (лат. Cricetomys), Теминковим мишем (лат. Mus musculoides), Тулбергов мекодлаким мишем (лат. Praomys tullbergi), нигеријском ровчицом (лат. Crocidura nigeriae), афричком смеђом воденом змијом (лат. Afronatrix anoscopus) и мабуја гуштером. Напада и храни се змијама отровницама, а отпоран је на отров палестинског поскока (лат. Daboia palaestinae), црне пустињске кобре (лат. Walterinnesia aegyptia) и црноврате пљувачке кобре (лат. Naja nigricollis).

### Размножавање
Мужјаци и женке у заточеништву полну зрелост стичу у доби од 2 године. У националном парку Доњана, египатски мунгоси се паре у пролеће, између фебруара и јуна. Женке носе два до три младунчета која се рађају између средине априла и средине августа након трудноће која траје 11 недеља. Младунчад су на почетку без длаке и отварају очи након отприлике недељу дана. Женке се о њима брину до годину дана, а понекад и дуже. Почињу самостално да траже храну и лове у доби од четири месеца. У дивљини, египатски мунгоси могу живети до 12 година, док је египатски мунгос у заточеништву имао више од 20 година. Процењено је да ова врста живи у просеку 7,5 година.

## Таксономија
1758. године Карл фон Лине је описао египатског мунгоса из области реке Нил у Египту у свом делу Systema Naturae и дао му научно име Viverra ichneumon. H. i. ichneumon (Карл фон Лине, 1758) је сврстан као подврста. Следећи зоолошки примерци су описани између касног 18. века и раних 1930-их као подврсте:

- Viverra cafra (Гмелин, 1788) − на основу описа примерка са Рта добре наде.[46]
- Herpestes ichneumon numidicus Кјувије, 1834 − два примерка из Алжир (град) у Алжиру чувана у менажерији Националног природњачког музеја у Паризу, Француска.[47]
- Herpestes ichneumon widdringtonii Греј, 1842 − примерак са планине Сијера Морена у Шпанији[48]
- Herpestes angolensis (Бокаж, 1890) − мушки примерак из Кисанжа у Анголи[49]
- Mungos ichneumon parvidens (Ленберг, 1908) − три примерка прикупљена у близини доњег тока реке Конго у Слободној Држави Конго[50]
- Mungos ichneumon funestus (Осгуд, 1910) − примерак из места Најваше у Британској источној Африци[51]
- Mungos ichneumon centralis (Ленберг, 1917) − два примерка из Бенија у Демократској Републици Конго[52]
- Herpestes ichneumon sangronizi Кабрера, 1924 − примерак из Есаура у Мароку[53]
- Herpestes caffer sabiensis (Робертс, 1926) − примерак из резервата дивљих животиња Саби Санд у Јужној Африци[54]
- Herpestes cafer mababiensis (Робертс, 1932) − примерак из Мабабеа на северу Бечуана[55]

Године 1811. Јохан Карл Вилхелм Илигер је супсумирао "ichneumon" у род Herpestes.

## Угроженост
Истраживање методе криволова проведено у Израелу током јесени 2000. године доказало је да је египатски мунгос био мета криволова на пољопривредним подручјима. Већину пронађених замки поставили су тајландски радници. Бројне осушене главе египатских мунгоса пронађене су 2007. године на пијаци Дантокпа у јужном Бенину, што сугерише да се користи као фетиш у животињским ритуалима.

## Заштита
Египатски мунгос је наведен у Додатку III Бернској конвенцији и Анексу V Директиве о очувању природних станишта, дивље флоре и фауне Европске уније. У Израелу је египатски мунгос заштићен законом, а лов на египатског мунгоса је дозвољен само уз дозволу.

## У култури
Мумифицирани остаци четири примерака египатског мунгоса ископани су у Анубисовим катакомбама у Сакари током радова започетих 2009. године. На гробљу у Бени Хасан, египатски мунгос приказан је на поводцу у гробници Бакета И која датира из једанаесте египатске династије. Амерички песник Џон Гринлиф Витијер написао је песму као елегију за ichneumona, која је 1830. године донета на Хејврил академију у Хејврилу у Масучестсу. Давно изгубљена песма објављена је у новембру 1902. године у издању часописа „The Independent“. У делу Шерлока Холмса такође се појављује ichneumon у приповеци Грбавац, мада је због Вотсоновог описа његовог изгледа и историје његовог власника у Индији вероватно да је то заправо индијски сиви мунгос.